# Marçay, Vienne

Marçay este o comună în departamentul Vienne, Franța. În 2009 avea o populație de 868 de locuitori.